# Sala (pleme)
Sala, jedno od brojnih Bantu plemena sjeverno od jezera Kariba u Zambiji. Njihova koncentracija je najviša u blizini zambijske prijestolnice Lusaka. Populacija im iznosi oko 20,400 (1986). Srodni su plemenu Ila, a zajedno s narodima Tonga, Dombe i Soli pripadaju jezičnoj skupini tonga. 